# Lijst van voetbalinterlands Argentinië - Polen (vrouwen)
Deze lijst van voetbalinterlands is een overzicht van alle officiële voetbalinterlands tussen de nationale vrouwenteams van Argentinië en Polen. De landen hebben tot nu toe één keer tegen elkaar gespeeld. 

## Wedstrijden
| № | Plaats                | Datum          | Competitie        | Wedstrijd          | Uitslag |
| - | --------------------- | -------------- | ----------------- | ------------------ | ------- |
| 1 | Sanlúcar de Barrameda | 9 oktober 2022 | Vriendschappelijk | Argentinië − Polen | 2 − 2   |

## Samenvatting
| Competitie        | Totaal gespeeld | Winst Argentinië | Gelijk | Winst Polen | Doelsaldo Argentinië – Polen |
| ----------------- | --------------- | ---------------- | ------ | ----------- | ---------------------------- |
| Vriendschappelijk | 1               | 0                | 1      | 0           | 2 − 2                        |
| Totaal            | 1               | 0                | 1      | 0           | 2 − 2                        |